# カレン数
カレン数（カレンすう、Cullen number）とは、n × 2n + 1 の形の自然数であり、しばしばこれを Cn で表す。アイルランドの数学者ジェームズ・カレンが1905年に研究を始めたことにより、この名前が付けられている。最初のいくつかのカレン数は
である。
n × bn + 1 の形の自然数を一般カレン数という。また、n × 2n − 1 の形の自然数は第2種カレン数またはウッダル数と呼ばれる。

## カレン素数
素数であるカレン数をカレン素数という。ほとんど全てのカレン数は合成数であることが知られている一方、カレン素数も無数にあると予想されている。Cn が素数となる n は、以下の16個が知られている。
 1,141, 4713, 5795, 6611, 18496, 32292, 32469, 59656, 90825, 262419, 361275, 481899, 1354828, 6328548, 6679881（オンライン整数列大辞典の数列 A5849）
このリストで、1 以外は全て合成数であり、Cp がカレン素数となるような素数 p が存在するか否かは不明である。
2009年の時点で、カレン素数の探索には、分散コンピューティングプロジェクトの一つであるPrimeGridが主導的な役割を果たしている。15番目のカレン素数
C6328548 = 6328548 × 26328548 + 1 = 1582137 × 26328550 + 1
は2009年4月に発見され、16番目のカレン素数 C6679881 は、そのわずか4ヶ月後の2009年8月に発見された。その大きさは2,010,852桁であり、発見当時に知られた素数のうちでは15番目に大きい。

## 素数判定
カレン数の素数判定には、リュカ＝レーマー＝リーゼルの判定法 (LLR) が有効であり、PrimeGrid もこれを用いている。
また、カレン数の整除性について、以下が成り立つ。カレン素数を探索する際に、これらの事実から自明に合成数であるものを除いておくことができる。
- p が 8k ± 5 の形の素数のとき、p は C(p+1)/2 を割り切る。また、p が 8k ± 1 の形の素数のとき、p は C(3p−1)/2 を割り切る。
- p を奇素数とする。m(k) = (2k − k)(p − 1) − k とおくと、任意の非負整数 k に対して、p は Cm(k) を割り切る。特に、k = 0, 1 とすると、p は Cp−1 と Cp−2 を割り切る。

## 一般カレン数
n × bn + 1 の形の一般カレン数の具体的な数は以下のとおりである。
| b  | n × bn + 1                                                           | OEIS    |
| -- | -------------------------------------------------------------------- | ------- |
| 2  | 1, 3, 9, 25, 65, 161, 385, 897, 2049, 4609, 10241, …                 | A002064 |
| 3  | 1, 4, 19, 82, 325, 1216, 4375, 15310, 52489, 177148, …               | A050914 |
| 4  | 1, 5, 33, 193, 1025, 5121, 24577, 114689, 524289, …                  | A050915 |
| 5  | 1, 6, 51, 376, 2501, 15626, 93751, 546876, 3125001, …                | A050916 |
| 6  | 1, 7, 73, 649, 5185, 38881, 279937, 1959553, 13436929, …             | A050917 |
| 7  | 1, 8, 99, 1030, 9605, 84036, 705895, 5764802, 46118409, …            | A050919 |
| 8  | 1, 9, 129, 1537, 16385, 163841, 1572865, 14680065, 134217729, …      | A064746 |
| 9  | 1, 10, 163, 2188, 26245, 295246, 3188647, 33480784, 344373769, …     | A064747 |
| 10 | 1, 11, 201, 3001, 40001, 500001, 6000001, 70000001, 800000001, …     | A064748 |
| 11 | 1, 12, 243, 3994, 58565, 805256, 10629367, 136410198, 1714871049, …  | A064749 |
| 12 | 1, 13, 289, 5185, 82945, 1244161, 17915905, 250822657, 3439853569, … | A064750 |